# 卡諾斯蒂效應
卡諾斯蒂效應是1999年在蘇格蘭卡諾斯蒂舉行的英國高爾夫球公開賽之後產生的一個術語，情況令當時世界上最偉大的球員也離理論上的水平還有大段距離。 即使是勝利者(註：當屆冠軍保羅·拉里Paul Lawrie)也是以多出標準桿6桿的成績完成了比賽。
雖然這座古老又難度高的卡諾斯蒂球場，每天都被當地居民順理成章地在打球，卻也是眾多知名球星最感頭痛與抱怨的比賽場地。他們的挫敗感激發了“卡諾斯蒂效應”這一術語，意指自信滿滿的征服者遭遇到不可預見的困境打擊所經歷的創傷程度。這個術語並不僅限於高爾夫球，而是適用於遇到意外困難時出錯的任何事業。 這個術語一直用於軍事行動，某些任務原本預期可以輕鬆取勝卻開始出現問題，
以及預期在股票市場上應該收益時卻遭致資金的損失。